# Wake Me Up (canção de Avicii)
Wake Me Up é uma canção do DJ e produtor musical sueco Avicii com participação não creditada nos vocais do cantor de soul norte-americano Aloe Blacc  e violão de Mike Einziger , integrante da banda Incubus. Foi lançada em 17 junho de 2013 como primeiro single do álbum de estreia de Avicii, True, que foi lançado em 17 de setembro de 2013.
Avicii apresentou "Wake Me Up", pela primeira vez ao vivo no palco do Ultra Music Festival 2013 em Miami. A apresentação experimental (que foi acompanhado por uma banda ao vivo com instrumentos e vocalistas, incluindo Aloe Blacc) confundiu o público e irritou uma parte das pessoas presente no festival que não estavam acostumadas com apresentações de bandas ao vivo. Posteriormente, Avicii alcançou o sucesso comercial e de crítica após seu lançamento.
"Wake Me Up" chegou a primeira posição em grande parte do mundo. A música tem sido descrita como um "hit de verão" pela Variance Magazine e, durante toda a turnê de festivais de 2013, Avicii incluiu como parte da abertura ou de encerramento dos seus sets no EDC Las Vegas, EDC London, Tomorrowland, Creamfields, Electric Zoo e iTunes Festival. Nos Estados Unidos, no entanto, "Wake Me Up" só conseguiu uma vez pico na quarta posição no Billboard Hot 100.
Já no Brasil "Wake Me Up" alcançou a primeira posição nas paradas na "Billboard Brasil hot 100 AirPlay" e "Brasil Hot Pop Songs"
Em 2023 "Wake Me Up" se tornou a música eletrônica com mais certificados da história da RIAA após vender mais de 11 milhões de unidades e conquistar o certificado de diamante.

## Posições e certificações

### Posições
| Tabela (2013–14)                                  | Posição de pico |
| ------------------------------------------------- | --------------- |
| Austrália (ARIA)                                  | 1               |
| Áustria (Ö3 Austria Top 75)                       | 1               |
| Bélgica (Ultratop 50 de Flandres)                 | 1               |
| Bélgica (Ultratop 50 da Valônia)                  | 4               |
| Brasil (Brasil Hot 100 Airplay)                   | 1               |
| Brasil (Brasil Hot Pop Songs)                     | 1               |
| Brasil (Crowley Broadcast Analysis)               | 10              |
| Canadá (Canadian Hot 100)                         | 7               |
| República Checa (Rádio Top 100)                   | 7               |
| Dinamarca (Hitlisten)                             | 1               |
| Europa (Billboard Euro Digital Song Sales)        | 1               |
| Finlândia (Suomen virallinen lista)               | 1               |
| França (SNEP)                                     | 5               |
| Alemanha (Offizielle Deutsche Charts)             | 1               |
| Hungria (Dance Top 40)                            | 3               |
| Hungria (Rádiós Top 40)                           | 2               |
| Hungria (Single Top 40)                           | 7               |
| Irlanda (IRMA)                                    | 1               |
| Israel (Media Forest)                             | 1               |
| Itália (FIMI)                                     | 4               |
| Luxemburgo (Billboard Luxembourg Digital Songs)   | 1               |
| Países Baixos (Dutch Top 40)                      | 1               |
| Nova Zelândia (Recorded Music NZ)                 | 3               |
| Noruega (VG-lista)                                | 1               |
| Escócia (Scottish Singles Chart)                  | 1               |
| Eslováquia (Rádio Top 100)                        | 4               |
| Espanha (PROMUSICAE)                              | 7               |
| Suécia (Sverigetopplistan)                        | 1               |
| Suíça (Schweizer Hitparade)                       | 1               |
| Reino Unido (UK Dance Chart)                      | 1               |
| Reino Unido (UK Singles Chart)                    | 1               |
| Estados Unidos (Billboard Hot 100)                | 4               |
| Estados Unidos (Billboard Mainstream Top 40)      | 1               |
| Estados Unidos (Billboard Alternative Airplay)    | 12              |
| Estados Unidos (Billboard Dance Club Songs)       | 1               |
| Estados Unidos (Billboard Adult Top 40)           | 1               |
| Estados Unidos (Billboard Adult Contemporary)     | 15              |
| Estados Unidos (Billboard Dance/Electronic Songs) | 1               |
| Venezuela (Venezuela Pop Rock General)            | 1               |

### Certificações
| País                       | Certificação | Vendas     |
| -------------------------- | ------------ | ---------- |
| Alemanha (BVMI)            | 11× Ouro     | 150,000    |
| Austrália (ARIA)           | 15× Platina  | 1.500,000  |
| Brasil (Pro-Música Brasil) | 6× Diamante  | 1.500,000  |
| Canadá (Music Canada)      | 1× Platina   | 523.000    |
| Dinamarca (IFPI Dinamarca) | 2× Platina   | 60.000     |
| Estados Unidos (RIAA)      | 11× Platina  | 11.000,000 |
| Suécia (GLF)               | 13× Platina  | 520.000    |